# 大西洋城會議
大西洋城會議（英語：Atlantic City Conference）於1929年5月13日至16日舉行，是美國有組織犯罪領袖的歷史性首腦會議。大多數的犯罪歷史學家認為這是在美國舉行的最早的有組織犯罪峰會。會議對黑社會的未來方向產生了重大影響，而且比1946年的哈瓦那會議和1957年的阿帕拉齊會議更具有重要性。會議也描述了全國犯罪集團的首次具體進展。
有關會議的細節很難核實。不過，一般認為會議的犯罪領袖是討論紐約市和芝加哥的暴力私酒戰爭，以及如何避免在未來發生、從有可能廢除的禁酒令中經營多樣化和投資合法的酒類企業，擴大非法業務，以彌補損失的利潤、重組和鞏固黑社會以便成為全國犯罪集團。

## 會議
1929年5月初，猶太裔美國犯罪集團的老大邁爾·蘭斯基結婚，他和他最親密的黑社會朋友決定，新澤西州大西洋城的這個度假小鎮會是一個度蜜月和會議的理想場所，讓蘭斯基和其他老大把社交活動和做生意結合起來。日期和地點定於5月13日至5月16日的周末，使這次會議成為第一個已知的類似黑社會高峰會議，這可以看作是建立全國犯罪集團的第一個具體走向，以便最終控制遍及美國的所有主要犯罪活動 。
據說大西洋城會議由邁爾·蘭斯基、意大利裔美國黑幫強尼·托里奧、查理·「幸運」·盧西安諾和法蘭克·卡斯特羅主持。會議的組織主辦是大西洋城和南澤西州的犯罪老大伊努·「努基」·強森，他提供酒店住宿、食物和娛樂，同時保證不受警方干預。
會議中最大的代表團來自紐約/新澤西州地區，與包括芝加哥前黑幫強尼·托里奧，曼哈頓的馬塞里亞家族高層成員查理·「幸運」·盧西安諾、法蘭克·卡斯特羅、喬·阿多尼斯和維多·吉諾維斯，曼哈頓的D'Aquila/Mineo家族艾伯特·「瘋帽」·阿納斯塔塞、法蘭克·斯卡利斯和文森特·曼加諾，布朗克斯之外的Reina家族代表湯米·盧切斯，馬塞里亞家族的新澤西州紐華克代表威利·莫萊蒂，在紐約/新澤西州保護酒類運送的巴格斯和迈尔帮的老大邁爾·蘭斯基和本傑明·西格爾，黑社會的「洛克斐勒」也被稱為「大猩猩男孩」（Gorilla Boys）的路易·巴克爾特和雅各布·夏皮羅，阿伯納·茨威爾曼也代表新澤西州的紐華克，布朗克斯啤酒巨頭和哈林的彩票之王杜奇·舒爾茲，曼哈頓地獄廚房的老大歐尼·麥登，以及前阿諾·羅斯汀的助手、卡斯特羅的合夥人和未來的博彩龍頭法蘭克·埃里克森
芝加哥由南邊的卡彭幫的高層成員艾爾方斯·「疤面」·卡彭、法蘭克·尼提、傑克·古茲克和法蘭克·里奧代表，而南邊的賽爾提斯/麥克埃蘭內幫（Saltis/McErlane Gang）的愛爾蘭黑幫法蘭克·麥克埃蘭內出席。來自費城的高層猶太裔美國老大艾文·「瓦克西·戈登」·懷茲勒、哈利·羅森、馬克斯·霍夫、Irving "Bitzy" Bitz和Charles Schwartz。來自克里夫蘭的莫·達利茲和Louis "Lou Roddy" Rothkopf，以及代表「小意大利」「梅菲爾德公路幫」的Polizzi家族成員Leo "Charles Polizzi" Berkowitz。底特律的紫色幫由阿貝·伯恩斯坦和他的兄弟Joseph "Bugs Bill" Bernstein代表。波士頓最著名的私酒販查爾斯·所羅門有出席，而堪薩斯城的「Balestrere幫」和「彭德格斯特機器」由老大約翰·拉西代表。佛羅里達州和路易斯安那州的代表團在當時也有出席，很可能是盧西安諾和卡斯特羅的盟友，坦帕的聖·特拉菲坎特拉和新奥爾良的Sylvestro "Silver Dollar Sam" Carolla。
兩名黑社會最強大的領袖，紐約的朱塞佩·「喬老大」·馬塞里亞和薩爾瓦托雷·馬蘭扎諾都沒有被邀請。這些保守派或「小鬍子皮特」保留了傳統舊世界的理想和商業慣例，限制他們與意大利黑社會以外的其他種族幫派合作，這與盧西安諾和托里奧等的領袖所希望向大西洋城的其他代表成員表達的理想和原則相反。在會議期間，未來黑社會的有勢力人士約瑟夫·博納諾，是馬蘭扎諾的高級中尉和助手，並沒有被邀請到大西洋城，儘管他很快會成為全國犯罪集團和黑手黨委員會的其中一名創建者。

## 外部連結
- Johnny "The Fox" Torrio: The Father of Modern American Gangsterdom by Allen May
- Waxey Gordon: Half A Century At Crime by Allen May
- Three Thin Dimes: The Demise of Larry Fay by Allen May
- Vannie Higgins: Brooklyn's Last Irish Boss by Allen May